# ジプロピルジスルフィド
ジプロピルジスルフィド（英: Dipropyl disulfide ）は、ジスルフィドにプロピル基が結合した有機硫黄化合物である。化学式は(CH3CH2CH2)2S2で表される。消防法に定める第4類危険物 第3石油類に該当する。

## 生成
生のタマネギの主要な匂い成分であり、長ネギ、ニンニク、キャベツなどにも含まれる。アルキルシステインスルホキシドが、リアーゼにより分解されて生じる。興奮・発汗・利尿や、消化液の分泌に効果があるとされる。タマネギ、ニンニク、野菜のフレーバーとして利用される。